# Clarence Chamberlin
Clarence Duncan Chamberlin (n. 11 noiembrie 1893, Denison⁠(d), Iowa, SUA – d. 30 octombrie 1976, Derby⁠(d), Connecticut, SUA) a fost un aviator american. El a fost primul pilot care, împreună cu un pasager, Charles A. Levine, a zburat non-stop peste Oceanul Atlantic de la New York către Germania.

## Biografie
Avionul, un Bellanca W.B.2 numit Miss Columbia, a decolat pe 4 iunie 1927 de la New York (Roosevelt Field, Long Island) și a aterizat pe 6 iunie la Eisleben din apropiere de Halle (Saale). El a parcurs distanța de 3.911 de mile (6.294 km) în aproximativ 43 de ore. Ulterior, și-a continuat zborul cu scopul de a ajunge la Berlin și a aterizat în localitatea Klinge de lângă Cottbus.
După repararea aeronavei de către un mecanic din Cottbus, a ajuns la destinație după o aterizare intermediară în Cottbus în ziua următoare, marți, 7 iunie 1927. El a aterizat pe aeroportul Berlin-Tempelhof. De aici, reporterul de radio Alfred Braun a realizat o relatare a acestui eveniment. Numele străzii Columbiadamm amintește astăzi de acest zbor și de avionul cu care a fost efectuat.